# 高松しげお

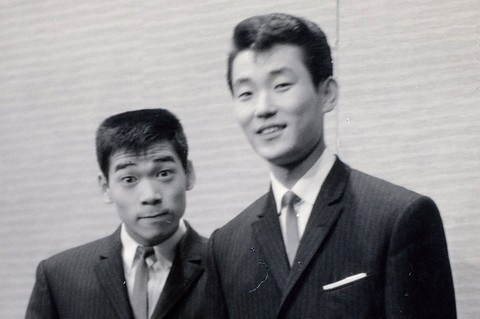
晴乃チック（右）と（1960年）

高松 しげお（たかまつ しげお、本名：高松茂雄、1943年11月25日 - ）は、日本の俳優、声優、漫談家。元漫才師である。旧芸名晴乃タック。身長163cm。エ・ネスト所属。趣味は釣りとパチンコ、特技は日舞。

## 来歴
東京都本所区東駒形（現・墨田区東駒形）出身。高校を中退後、初代コロムビア・ローズの付き人を経て晴乃ピーチク・パーチクのピーチクに弟子入り。1960年、晴乃チックと共に漫才コンビ晴乃チック・タックを結成。1966年度第14回NHK新人漫才コンクールで優勝。持ちギャグの「いいじゃな～い」「どったの？」が流行語となる。1969年にコンビを解散し、俳優・漫談家に転身。

## 出演作品

### テレビドラマ
- ウルトラQ 第7話「SOS富士山」（1966年、TBS / 円谷プロ） - 作業員A役
- 意地悪ばあさん（1969年、よみうりテレビ） - 波多野タツ役（3代目）
- おれは男だ! 第5話「一致協力 あの旗をとれ!」（1971年、日本テレビ / 松竹）- 毎朝新聞記者・黒川役
- ザ・ガードマン 第342回「教育ママの狂った大競争」（1971年、TBS / 大映テレビ室）
- 人形佐七捕物帳（1971年、NET） - 豆六役
- シークレット部隊 第5話「子連れガンマン!阿蘇山に地獄を見た」（1972年、TBS / 大映テレビ室）
- ポーラテレビ小説「吉井川」（1972年 - 1973年、TBS） - 十吉役
- まんまる四角（1973年、TBS） - とん平役
- 白い影（1973年、TBS）- 408号の患者役
- ウルトラマンA 第49話「空飛ぶクラゲ」（1973年、TBS / 円谷プロ） - 熊吉役
- アイフル大作戦（1973年、TBS / 東映）
  - 第8話「泣くな赤ちゃん!新婚珍道中」
  - 第31話「メロメロ!お色気大作戦」
- 夜明けの刑事 第13話「サンタの乗ったバス」（1974年、TBS / 大映テレビ室）
- 気まぐれ本格派 第19話「江戸っ子スター大興奮!」（1978年、日本テレビ）
- コメットさん（第2期) 第50話「夢です歌です大変身!」（1979年、TBS / 国際放映）
- 2年B組仙八先生 （1981年、TBS）
- 意地悪ばあさん 第51話「男心と秋の空の巻」（1982年11月8日、フジテレビ / テレパック） - 早野しげ
- 時代劇スペシャル「松本清張のかげろう絵図」（1983年7月22日、フジテレビ / 東映）
- 長七郎江戸日記 第1シリーズ（日本テレビ / ユニオン映画）
  - 第1話「風流双面草紙」（1983年10月18日） - 留吉役
  - 第51話「黄金の夢」（1985年2月19日） - 仙次役
- 暴れん坊将軍II（ANB / 東映） 
  - 第93話「天下を占う大姐御!」（1985年） - 茂造役
  - 第103話「質に入っため組の喧嘩!」（1985年） - 与兵衛役
- 若大将天下ご免! 第15話「騒然大江戸べっぴん競べ！」（1987年、テレビ朝日 / 東映） - 六兵衛役
- あばれ八州御用旅 第3シリーズ 第12話（SP）「清水の次郎長を叩っ斬れ!」（1992年、テレビ東京 / ユニオン映画） - 草津の卯吉役
- 闇を斬る!大江戸犯科帳 第4話「風花に泣く女」（1993年、日本テレビ / ユニオン映画） - 笠次郎役
- 四匹の用心棒 (5) かかし半兵衛無頼旅（1993年、テレビ朝日 / 東映） - 居酒屋の主人
- 裸の大将 第71話「清のファインプレー」（1995年、KTV / 東阪企画）
- 火曜サスペンス劇場「盲人探偵・松永礼太郎8・洗脳」（1997年7月29日放送、NTV系）
- 水戸黄門（TBS / C.A.L）
  - 第10部 第4話「仇討ち箱根馬子唄・箱根」（1979年） - 助八役
  - 第26部 第4話「芝居で結んだ親子の絆・三次」（1998年） - 市川凡之助役
  - 第31部 第4話「お娟にぞっこん! 親父と息子・掛川」（2011年） - 中島半之丞 役
  - 『水戸黄門 1000回記念スペシャル』（2003年） - 橋口大八 役
  - 第37部 第12話「剣では得られぬ宝物・十和田」（2011年） - 嘉助 役
  - 第43部 第14話「母ちゃん探して伊勢参り・伊勢」（2011年） - 寅蔵 役
- 土曜ワイド劇場
  - 「温泉(秘)大作戦」（2004年2月21日、2005年1月15日、ABC） - 徳永小次郎刑事 役
  - 「事件17 大富豪の夫を殺した女!」（2016年6月4日、テレビ朝日） - 屋台の親父 役
- 水曜ミステリー9「猪熊夫婦の駐在日誌3・絆」（2006年、TX）
- 相棒 season 9 第5話「運命の女性」（2010年11月24日放送、テレビ朝日 / 東映）
- 月曜ゴールデン （TBS）
  - 「税務調査官・窓際太郎の事件簿24」（2012年11月12日） - 田中薬局 役
  - 「十津川警部シリーズ49」（2013年1月21日） - 河田隆志 役

### ラジオ
- 芸能ダイヤル（NHKラジオ第1）
- 真打ち競演（NHKラジオ第1）
- どんとこい!電リク大進撃（TBSラジオ）
- ホットヒット歌謡曲（TBSラジオ）
- モンスターワイド 高松しげおのトンデモ100分!（TBSラジオ）
- 歌謡大行進（文化放送）水曜パーソナリティー

### 映画
- 喜劇　深夜族（1969年、松竹）
- ハレンチ学園・身体検査の巻（1970年、日活・ダイニチ映配）
  - 新ハレンチ学園（1971年、日活・ダイニチ映配）
- 蝦夷館の決闘 (1970年、東宝）
- 若大将対青大将（1971年、東宝）
- 人間革命（1973年、東宝・シナノ企画）
- 釣りバカ日誌（松竹）
- ハート・オブ・ザ・シー（2003年、デジタルシネマプロジェクト）

### 司会
- 3000万円クイズ（フジテレビ）
- 天才クイズ（1974年1月 - 1983年12月、CBCテレビ）
- ネピアホットヒット歌謡曲（TBSラジオ）
- みんなで60分（東北放送）
- しげお・まなみのわくわくドンドン（東北放送）
- ウィークリーとちぎ（フジテレビ→テレビ東京）- 栃木県の広報番組、とちぎテレビ開局に伴い放送終了

### テレビアニメ
- いじわるばあさん（1970年〜1971年 / よみうりテレビ） - 原野タツ
- アーチーでなくちゃ!（1970年〜1971年 / 毎日放送・NET） - ジャックヘッド
- ドラドラ子猫とチャカチャカ娘（1971年〜1972年 / NET） - キザトン

### 吹き替え
- ポパイ - ポパイ（2代目）
- 弱虫クルッパー→新弱虫クルッパー - ボロピン
- チックタックのフライマン　- スタンレー・ビーミッシュ<スティーブン・ストリンペル>)

### CM
- ネピア - ボックスティシュー
- ポニーキャニオン 平松愛理アルバム「一夜一代に夢見頃」

### 舞台
- 夏休みだよ!サザエさん（1978年8月1日 - 8月23日、新宿コマ劇場） - ノリスケ[5]